# Pianura di Kolkhida
La pianura di Kolkhida (russo: Колхидская низменность;  georgiano: კოლხეთის დაბლობი; inglese: Colchis Lowland) è la pianura costiera che si estende lungo le coste orientali del mar Nero, in Georgia. Così chiamata dall’antico regno di Colchide, comprende l’insieme delle pianure alluvionali del Rioni, dell’Inguri e di altri fiumi che nascono dalle catene del Grande Caucaso, che cinge la pianura a nord, e del Piccolo Caucaso, a sud.
La Kolkhida ha un’altitudine media di 100-150 m e riceve ogni anno circa 1500 mm di pioggia. Le sue condizioni climatiche subtropicali hanno sostenuto l’agricoltura fin dai tempi antichi; vi crescono ancora agrumi, tè e alberi di tung, soprattutto sulle elevate colline pedemontane che circondano la pianura. Le regioni centrali, più umide, attraggono masse di aria fredda, e le gelate sono troppo frequenti per permettere la coltivazione di vegetali così delicati.